# Pilosella cymiflora
Pilosella cymiflora là một loài thực vật có hoa trong họ Cúc. Loài này được (Nägeli & Peter) S.Bräut. & Greuter mô tả khoa học đầu tiên năm 2007.